# Marvin Aranda
Marvin Leonel Aranda Pérez (El Salvador; 13 de junio de 1999) es un futbolista salvadoreño. Su posición es mediocampista y su actual club es el Club Deportivo FAS de la Liga Pepsi.

## Clubes
Actualizado al último partido jugado el 3 de mayo de 2025.
| Club Deportivo FAS · El Salvador              | 1.ª                 | 2019                | 10  | 0 | - | - | - | - | 10  | 0 |
| Club Deportivo FAS · El Salvador              | 1.ª                 | 2019-20             | 21  | 1 | - | - | - | - | 21  | 1 |
| Club Deportivo FAS · El Salvador              | 1.ª                 | 2020-21             | 20  | 0 | - | - | - | - | 20  | 0 |
| Club Deportivo FAS · El Salvador              | Total               | Total               | 51  | 1 | 0 | 0 | 0 | 0 | 51  | 1 |
| Club Deportivo Platense · El Salvador         | 1.ª                 | 2021-22             | 44  | 0 | - | - | - | - | 44  | 0 |
| Club Deportivo Platense · El Salvador         | 1.ª                 | 2022-23             | 32  | 0 | - | - | 2 | 0 | 34  | 0 |
| Club Deportivo Platense · El Salvador         | 1.ª                 | 2023-24             | 41  | 2 | - | - | - | - | 41  | 2 |
| Club Deportivo Platense · El Salvador         | 1.ª                 | 2024-25             | 29  | 1 | - | - | - | - | 29  | 1 |
| Club Deportivo Platense · El Salvador         | Total               | Total               | 146 | 3 | 0 | 0 | 2 | 0 | 148 | 3 |
| Club Deportivo Luis Ángel Firpo · El Salvador | 1.ª                 | 2025-26             |     |   |   |   |   |   |     |   |
| Club Deportivo Luis Ángel Firpo · El Salvador | Total               | Total               | 0   | 0 | 0 | 0 | 0 | 0 | 0   | 0 |
| Total en su carrera                           | Total en su carrera | Total en su carrera | 197 | 4 | 0 | 0 | 2 | 0 | 199 | 4 |
| (2) No incluye goles en partidos amistosos.   |                     |                     |     |   |   |   |   |   |     |   |

Segunda División de El Salvador/Reservas
| Club                   | País        | Año         |
| ---------------------- | ----------- | ----------- |
| Turín FESA Fútbol Club | El Salvador | 2014 - 2016 |
| Club Deportivo FAS     | El Salvador | 2016 - 2019 |